# 莫爾特里縣 (伊利諾伊州)
莫爾特里郡（英語：Moultrie County）是美國伊利諾伊州中部的一個縣。面積892平方公里。根据美國2000年人口普查，共有人口14,287人。縣治苏利文（Sulivan）。
成立於1843年2月16日。縣名紀念南卡羅萊納州州長威廉·莫爾特里。